# ۱۳۱۱ (قمری)
۱۳۱۱ (قمری)، هزار و سیصد و یازدهمین سال در گاهشماری هجری قمری است. اول محرم این سال برابر با پانزدهم ژوئیهٔ سال ۱۸۹۳ میلادی است.

## رویدادها
- تأسیس مدرسهٔ رشدیه توسط میرزا حسن رشدیه در تبریز

## وابسته
- ناصری
- فارسنامهٔ ناصری
- ورقه ماه دارالفنون
- نشریهٔ ناصری
- سید محمدرضا خراسانی